# Governo (banda)
Governo é um grupo musical português, formado em Braga pelo escritor Valter Hugo Mãe e pelos músicos António Rafael e Miguel Pedro.

## Biografia
Em Maio de 2007, António Rafael, dos Mão Morta, assistiu a uma performance do escritor Valter Hugo Mãe e da pintora Isabel Lhano, integrada na série Mini-Espectáculos Para Ficar a Saber Cada Vez Menos Sobre o Amor. Ao ouvir Valter Hugo Mãe cantar percebeu que tinha encontrado a voz ideal para um tema que andava a compor e convidou-o.
A experiência correu bem e, já com Miguel Pedro, decidiram avançar para novas canções, que finalmente apresentaram ao vivo na sessão das Quintas de Leitura do Teatro de Campo Alegre, no Porto, em Janeiro de 2008, onde foi apresentado o livro de poesia Bruno do escritor, num espectáculo denominado Facínoras.
Decidiram repetir a experiência, ainda em 2008, nas apresentações do romance O Apocalipse dos Trabalhadores, de Valter Hugo Mãe, realizadas na Livraria 100ª Página, em Braga, e na FNAC Colombo, em Lisboa.
A editora independente Cobra, ligada aos Mão Morta, propõe-se então editar um disco do colectivo, que depois de alguma indecisão na definição do nome, entre o Facínoras do espectáculo em que primeiro se apresentaram ao vivo e o Cabesssa Lacrau que durante uns tempos reivindicaram, acabou por ficar O Governo. A canção Meio Bicho e Fogo foi incluído na colectânea Novos Talentos FNAC 2009 em Junho de 2009. Seguiu-se o EP Propaganda Sentimental, editado pela Colecção Optimus, com os temas Propaganda Sentimental, Alguém no Futuro, Meio Bicho e Fogo, Nome de Ninguém e Inauguração do Mundo.
Entretanto, com cada vez maiores solicitações literárias a coartarem o tempo de Valter Hugo Mãe, as gravações do disco para a Cobra vão-se arrastando e o próprio grupo tem uma actividade muito intermitente. O que não os impede de se apresentarem em Junho de 2011 em Paris, na Maison Portugaise da Cité Universitaire, e em Agosto no 19.º Festival Internacional de Paredes de Coura.
Discografia
- Propaganda Sentimental (EP, Optimus Discos, 2009)

Outros
- Novos Talentos Fnac 2009 - Meio Bicho e Fogo